# بلدة مونرو (كانساس)
بلدة مونرو هي بلدة في مقاطعة أندرسون، كانساس، الولايات المتحدة الأمريكية. اعتبارًا من تعداد 2010، كان عدد سكانها 349.

## التاريخ
تم إنشاء بلدة مونرو عام 1857.

## جغرافية
تغطي بلدة مونرو مساحة تبلغ 74.0 كيلومتر مربع (28.6 ميل2). 

## روابط خارجية
- US-Counties.com
- مدينة سيتي.كوم